# نیامه فهی
نیامه فهی (انگلیسی: Niamh Fahey؛ زادهٔ ۱۳ اکتبر ۱۹۸۷) بازیکن فوتبال اهل جمهوری ایرلند است که در حال حاضر برای باشگاه فوتبال زنان لیورپول بازی می‌کند.
از باشگاه‌هایی که در آن بازی کرده است می‌توان به باشگاه فوتبال زنان چلسی، باشگاه فوتبال زنان لیورپول و باشگاه فوتبال زنان آرسنال اشاره کرد.
وی همچنین در تیم ملی فوتبال زنان جمهوری ایرلند بازی کرده است.

## دوران باشگاهی
نیامه فهی کار خود را با باشگاه زادگاهش، باشگاه فوتبال زنان سالتهیل دیوون آغاز کرد. او به همراه هم‌تیمی آینده‌اش مایبه دی بورکا به مراحل بالاتر پیشرفت کرد. هر دو بازیکن به باشگاه فوتبال زنان گالوی کمک کردند تا در سال ۲۰۰۷ جام حذفی فوتبال زنان جمهوری ایرلند را ببرند. در فینال مقابل باشگاه فوتبال زنان راهینی یونایتد، فهی پنالتی برنده را به ثمر رساند و همچنین تهدید هجومی اولیویا اوتوله از راهینی را مهار کرد، که RTÉ آن را «یک نمایش فردی عالی» توصیف کرد.
او در اوت ۲۰۰۸ به باشگاه فوتبال زنان آرسنال پیوست. در اولین فصل خود با گونرز، فهی ۱۸ بازی انجام داد و بیشتر در پست دفاع چپ بازی کرد، در حالی که باشگاه موفق به کسب سه‌گانه داخلی شد.
در ۱۹ دسامبر ۲۰۱۴، فهی با باشگاه فوتبال زنان چلسی قرارداد امضا کرد.

### لیورپول
در تابستان ۲۰۱۸، فهی با باشگاه مورد علاقه خود لیورپول قرارداد امضا کرد و از سال ۲۰۲۰ کاپیتان این باشگاه شد. او پس از سقوط تیم به دلیل امتیاز کمتر نسبت به سایر رقبا در تابستان ۲۰۲۰، همچنان با باشگاه ماند.
در فصل ۲۰۲۲–۲۰۲۱، فهی لیورپول را به سمت قهرمانی در چمپیونشیپ زنان رهبری کرد و شانزده بازی از بیست و دو بازی لیگ را بردند، که باعث صعود دوباره آن‌ها به لیگ برتر فوتبال زنان انگلستان شد. او فقط سه بازی را از دست داد و در طول فصل دو گل به ثمر رساند.
پس از اینکه لیورپول در بازگشت به سطح بالا در رده هفتم قرار گرفت، فهی قرارداد خود را قبل از اتمام فصل ۲۰۲۳–۲۴ تمدید کرد.

## دوران ملی
فهی بیش از ۱۰۰ بازی برای تیم ملی فوتبال زنان جمهوری ایرلند انجام داده و قبلاً برای کشورش در رده‌های سنی زیر ۱۷ سال، و زیر ۱۹ سال بازی کرده است. در مارس ۲۰۰۷، فهی اولین بازی خود را برای ایرلند در تساوی ۱–۱ با تیم ملی فوتبال زنان پرتغال در اولین بازی جام آلگاروه انجام داد. پس از اینکه به بازیکن ثابتی در تیم تبدیل شد، فهی در سال‌های ۲۰۰۸، ۲۰۰۹ و ۲۰۱۱ به عنوان بازیکن بین‌المللی سال زنان جمهوری ایرلند انتخاب شد.
در آوریل ۲۰۱۳، فهی در حین بازی برای آرسنال دچار مصدومیت شد. ۳۰ دقیقه‌ای که او در ماه مه ۲۰۱۴ برای ایرلند مقابل تیم ملی فوتبال زنان ایالت باسک بازی کرد، اولین بازی او پس از آسیب‌دیدگی بود.
در ۱۶ فوریه ۲۰۲۲، او صدمین بازی خود را برای جمهوری ایرلند در پیروزی ۲–۱ مقابل تیم ملی فوتبال زنان لهستان در جام پیناتار ۲۰۲۲ انجام داد. او در صدمین بازی رسمی خود، در صد و چهارمین بازی‌اش، اولین گلش را برای ایرلند در پیروزی ۹–۰ بازی‌های مقدماتی جام جهانی فوتبال زنان ۲۰۲۳ مقابل تیم ملی فوتبال زنان گرجستان در گوری در ۲۷ ژوئن ۲۰۲۲ به ثمر رساند.

## زندگی شخصی
فهی از کودکی هوادار لیورپول بوده و به مایکل اوون علاقه‌مند بوده است.
در طول دوران حرفه‌ای خود، او مدرک فوق‌لیسانس خود را در داروشناسی و همچنین رشته MBA تکمیل کرده است. فهی همچنین برخی از دوران یادگیری مربیگری خود را آغاز کرده است.